# Store Öjasjön, Västergötland
Store Öjasjön eller Stora Öjasjön är en sjö i Tidaholms kommun i Västergötland som ingår i Motala ströms huvudavrinningsområde. Sjön har en area på 0,128 kvadratkilometer och ligger 240,6 meter över havet. Stora Öjasjön är en fiskesjö. Vattnet i Stora Öjasjön kommer från Kroksjön, Skinnaregölen och Lille Öjasjön. Sjön avvattnas av vattendraget Bistocken.

## Delavrinningsområde
Store Öjasjön ingår i delavrinningsområde (643577-139711) som SMHI kallar för Mynnar i Svedån. Medelhöjden är 254 meter över havet och ytan är 13,15 kvadratkilometer. Det finns inga delavrinningsområden uppströms utan avrinningsområdet är högsta punkten. Bistocken som avvattnar avrinningsområdet har biflödesordning 3, vilket innebär att vattnet flödar genom totalt 3 vattendrag innan det når havet efter 200 kilometer. Delavrinningsområdet består mestadels av skog (78 %). Avrinningsområdet har 1,62 kvadratkilometer vattenytor vilket ger det en sjöprocent på 12,3 %.

## Galleri

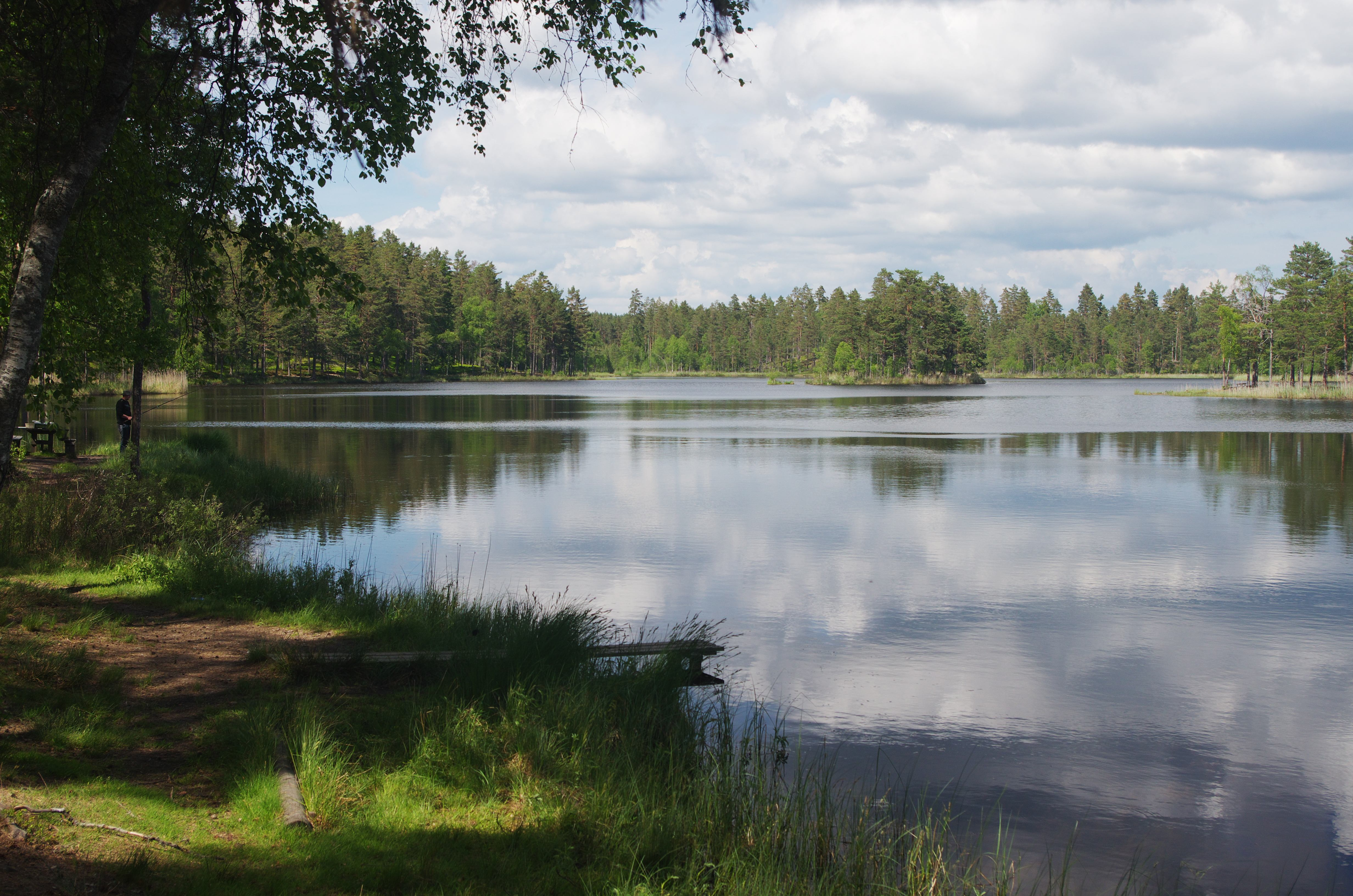
Stora Öjasjön från söder. Mitt i sjön ligger en mindre ö.
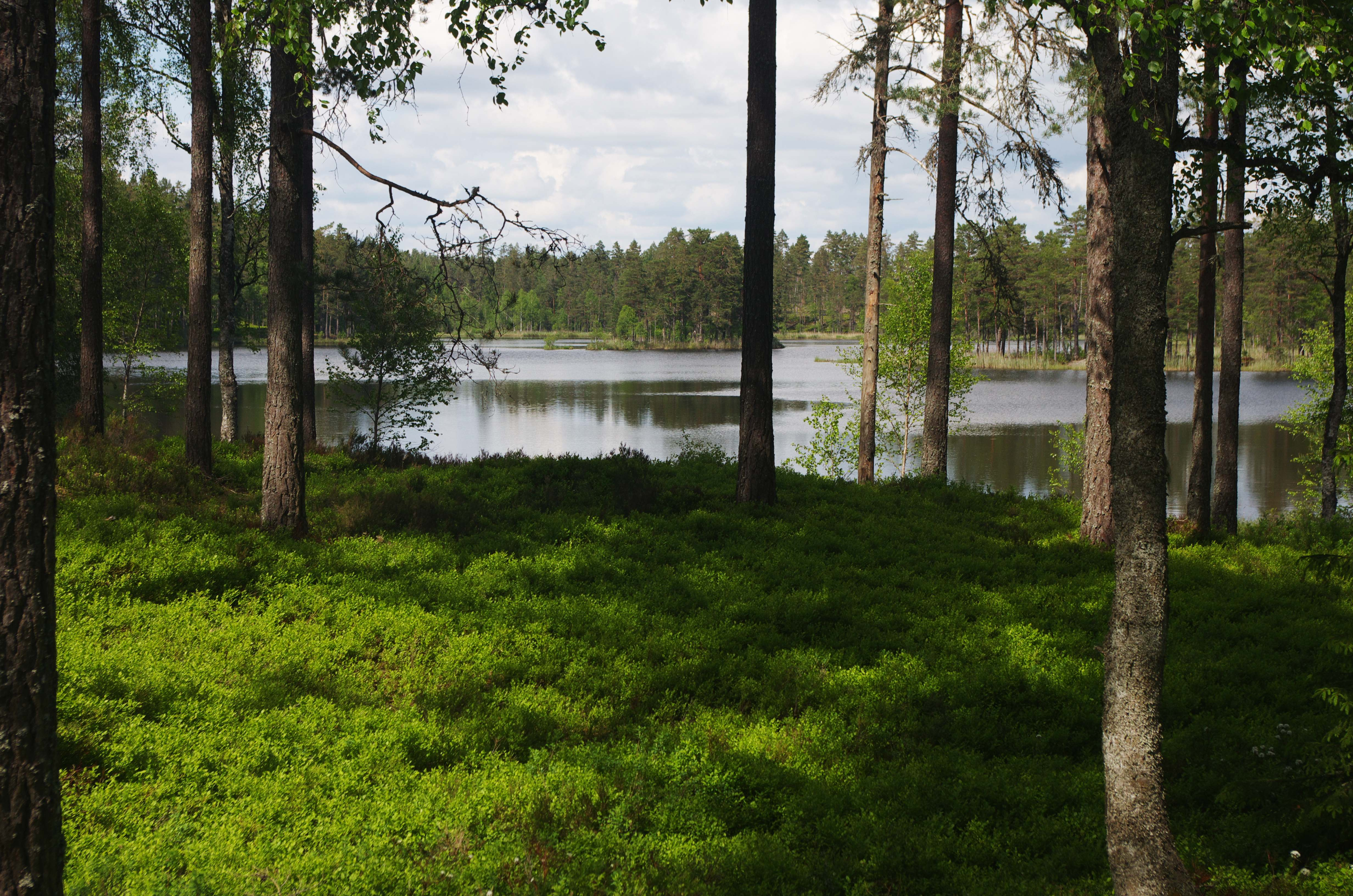